# Filmjahr 1968
Liste der Filmjahre

◄◄ | ◄ | 1964 | 1965 | 1966 | 1967 | Filmjahr 1968 | 1969 | 1970 | 1971 | 1972 | ► | ►►

Weitere Ereignisse

## Ereignisse
- 4. Januar: Der deutsche Spielfilm Zur Sache, Schätzchen mit Uschi Glas feiert Premiere.
- 16. bis 18. Februar – Eine Gruppe junger Filmemacher organisiert die „1. Hamburger Filmschau“. Ein Wochenende, das als Film-Happening in die Geschichte des Neuen Deutschen Films eingegangen ist.
- 2. April – Uraufführung von 2001: Odyssee im Weltraum. Durch wegweisende Aufnahme- und Tricktechnik, einen später als beispielhaft gelobten Match Cut, die Etablierung von Richard Strauss’ Also sprach Zarathustra als Ikone der Filmmusik und  philosophische Fragestellungen ist Stanley Kubrick als Produzent, Regisseur und Co-Drehbuchautor ein Werk gelungen, das weit über das Science-Fiction-Genre hinaus als Meilenstein der Filmgeschichte gilt.
- 12. Dezember: Winnetou und Shatterhand im Tal der Toten: die letzte Karl-May-Verfilmung mit Pierre Brice und Lex Barker hat ihre Uraufführung im Mathäser-Filmpalast in München.
- 21. Dezember – Uraufführung von Spiel mir das Lied vom Tod. Trotz schwachen Starts gilt Sergio Leones „barocke Pferdeoper“ (Lexikon des Internationalen Films) heute als Höhepunkt des Italowestern. In filmhistorischen Betrachtungen sind immer wieder Dramaturgie, Schnitt, Ausstattung und das Zusammenspiel von Musik und Bildern als beispielhaft hervorgehoben worden.
- United Artists nimmt 11 Zeichentrickfilme aufgrund rassistischen Inhalts aus dem Verleihprogamm.
- Die Sieger der BRAVO Otto Leserwahl 1968:
  - Kategorie – männlicher Filmstar: Gold Pierre Brice, Silber George Nader, Bronze Robert Hoffmann
  - Kategorie – weiblicher Filmstar: Gold Marie Versini, Silber Helga Anders, Bronze Liselotte Pulver
- Die erfolgreichsten westdeutschen Filmproduktionen und Koproduktionen 1968:[1]
  - Zur Sache, Schätzchen (ca. 6,5 Millionen Zuschauer)
  - Oswalt Kolle: Das Wunder der Liebe – Sexualität in der Ehe (ca. 6 Millionen Zuschauer)
  - Zum Teufel mit der Penne (Die Lümmel von der ersten Bank 2. Teil) (ca. 6 Millionen Zuschauer)
  - Pippi Langstrumpf (ca. 4.456.000 Zuschauer)
  - Zur Hölle mit den Paukern (Die Lümmel von der ersten Bank 1. Teil) (ca. 4 Millionen Zuschauer)
  - Immer Ärger mit den Paukern (ca. 4 Millionen Zuschauer)
  - Oswalt Kolle: Das Wunder der Liebe 2. Teil – Sexuelle Partnerschaft (ca. 3,5 Millionen Zuschauer)
  - Morgens um sieben ist die Welt noch in Ordnung (ca. 3 Millionen Zuschauer)
  - Der Arzt von St. Pauli (ca. 3 Millionen Zuschauer)
  - Komm nur, mein liebstes Vögelein (ca. 3 Millionen Zuschauer)
  - Engelchen oder Die Jungfrau von Bamberg
  - Frau Wirtin hat auch einen Grafen
  - Kommissar X – Drei blaue Panther
  - Die Nichten der Frau Oberst
  - Technik der körperlichen Liebe

## Top 10 der erfolgreichsten Filme

### In Deutschland
Die zehn erfolgreichsten Filme an den deutschen Kinokassen nach Besucherzahlen (Stand: 24. November 2018):
| Platz | Filmtitel                                                      | Besucher   |
| ----- | -------------------------------------------------------------- | ---------- |
| 1.    | Das Dschungelbuch                                              | 27.394.000 |
| 2.    | Zur Sache, Schätzchen                                          | 6.500.000  |
| 3.    | Oswalt Kolle: Das Wunder der Liebe                             | 6.000.000  |
| 4.    | Zum Teufel mit der Penne                                       | 6.000.000  |
| 5.    | Die Nichten der Frau Oberst                                    | 5.000.000  |
| 6.    | Zur Hölle mit den Paukern                                      | 4.000.000  |
| 7.    | Immer Ärger mit den Paukern                                    | 4.000.000  |
| 8.    | Oswalt Kolle: Das Wunder der Liebe II – Sexuelle Partnerschaft | 3.500.000  |
| 9.    | Die Wirtin von der Lahn                                        | 3.000.000  |
| 10.   | Morgens um sieben ist die Welt noch in Ordnung                 | 3.000.000  |

### In den USA
Die zehn erfolgreichsten Filme an den US-amerikanischen Kinokassen nach Einspielergebnis.
| Platz | Filmtitel                          | Einspielergebnis in US-Dollar |
| ----- | ---------------------------------- | ----------------------------- |
| 1.    | Funny Girl                         | 24.900.000                    |
| 2.    | 2001: A Space Odyssey              | 21.500.000                    |
| 3.    | The Odd Couple                     | 20.000.000                    |
| 4.    | Bullitt                            | 19.000.000                    |
| 5.    | Oliver!                            | 16.800.000                    |
| 6.    | Planet of the Apes Rosemary's Baby | 15.000.000                    |
| 8.    | Romeo and Juliet                   | 14.500.000                    |
| 9.    | Yours, Mine and Ours               | 11.500.000                    |
| 10.   | The Lion in Winter                 | 10.006.000                    |

## Filmpreise

### Golden Globe Award
Am 12. Februar findet im Coconut Grove die Golden-Globe-Verleihung statt.
- Bestes Drama: In der Hitze der Nacht von Norman Jewison
- Bestes Musical/Komödie: Die Reifeprüfung von Mike Nichols
- Bester Schauspieler (Drama): Rod Steiger in In der Hitze der Nacht
- Beste Schauspielerin (Drama): Edith Evans in Flüsternde Wände
- Bester Schauspieler (Musical/Komödie): Richard Harris in Camelot
- Beste Schauspielerin (Musical/Komödie): Anne Bancroft in Die Reifeprüfung
- Bester Nebendarsteller: Richard Attenborough in Doktor Dolittle
- Beste Nebendarstellerin: Carol Channing in Thoroughly Modern Millie
- Bester Regisseur: Mike Nichols für Die Reifeprüfung
- Beste Musik: Frederick Loewe für Camelot
- Cecil B. DeMille Award: Kirk Douglas

### Academy Awards
Am 10. April findet die Oscarverleihung Santa Monica Civic Auditorium statt. Eigentlich war sie für den 8. April geplant, doch aufgrund der Trauerfeierlichkeiten nach der Ermordung von Martin Luther King wurde sie um zwei Tage verschoben. Moderator ist Bob Hope.
- Bester Film: In der Hitze der Nacht von Norman Jewison
- Bester Hauptdarsteller: Rod Steiger in In der Hitze der Nacht
- Beste Hauptdarstellerin: Katharine Hepburn in Rat mal, wer zum Essen kommt
- Bester Regisseur: Mike Nichols für Die Reifeprüfung
- Bester Nebendarsteller: George Kennedy in Der Unbeugsame
- Beste Nebendarstellerin: Estelle Parsons in Bonnie und Clyde
- Bester fremdsprachiger Film: Ostre sledované vlaky von Jiří Menzel
- Ehrenoscar: Arthur Freed
- Irving G. Thalberg Memorial Award: Alfred Hitchcock
- Jean Hersholt Humanitarian Award: Gregory Peck

Vollständige Liste der Preisträger

### Internationale Filmfestspiele von Cannes 1968
Die 21. Internationalen Filmfestspiele von Cannes 1968 sollten vom 10. Mai bis zum 24. Mai 1968 stattfinden. Am 18. Mai erklärten sich die Jurymitglieder Louis Malle und Roman Polański gemeinsam mit Claude Berri, Jean-Gabriel Albicocco, Claude Lelouch und Jean-Luc Godard mit den Studenten der Pariser Maiunruhen solidarisch und sprachen sich für den Abbruch des Festivals aus. Am 19. Mai 1968 wurde das Festival schließlich tatsächlich abgebrochen und es wurden keine Preise für die im Wettbewerb angetretenen Filme vergeben.

### Internationale Filmfestspiele Berlin 1968
Das Festival beginnt am 21. Juni und endet am 2. Juli. Die Jury vergibt folgende Preise:
- Goldener Bär: Raus bist du von Jan Troell
- Bester Schauspieler: Jean-Louis Trintignant in L'Homme qui ment
- Beste Schauspielerin: Stéphane Audran in Les Biches
- Bester Regisseur: Carlos Saura für Peppermint Frappé

### Filmfestspiele von Venedig
Das Festival beginnt am 25. August und endet am 7. September. Die Jury vergibt folgende Preise:
- Goldener Löwe: Die Artisten in der Zirkuskuppel: ratlos von Alexander Kluge
- Bester Schauspieler: John Marley in Gesichter
- Beste Schauspielerin: Laura Betti in Teorema – Geometrie der Liebe

### Deutscher Filmpreis
- Bester Film: Tätowierung
- Beste Regie: Johannes Schaaf für Tätowierung
- Beste Hauptdarstellerin: Ilona Grübel für Paarungen und Thekla Carola Wied für Spur eines Mädchens
- Bester Hauptdarsteller: Werner Enke für Zur Sache, Schätzchen und Alexander May für Tätowierung

### British Film Academy Award
- Bester Film: Ein Mann zu jeder Jahreszeit von Fred Zinnemann
- Bester britischer Darsteller: Paul Scofield für Ein Mann zu jeder Jahreszeit
- Bester ausländischer Darsteller: Rod Steiger für In der Hitze der Nacht
- Beste britische Darstellerin: Edith Evans für Flüsternde Wände
- Beste ausländische Darstellerin: Anouk Aimée für Ein Mann und eine Frau

### Étoile de Cristal
- Bester Film: Playtime von Jacques Tati
- Bester Darsteller: Claude Rich in Ich liebe dich, ich liebe dich
- Beste Darstellerin: Cathy Rosier in Der eiskalte Engel
- Bester ausländischer Film: Shakespeare-Wallah von James Ivory
- Bester ausländischer Darsteller: Sidney Poitier in In der Hitze der Nacht
- Beste ausländische Darstellerin: Faye Dunaway in Bonnie und Clyde

### New York Film Critics Circle Award
- Bester Film: Der Löwe im Winter von Anthony Harvey
- Beste Regie: Paul Newman für Die Liebe eines Sommers
- Bester Hauptdarsteller: Alan Arkin in Das Herz ist ein einsamer Jäger
- Beste Hauptdarstellerin: Joanne Woodward in Die Liebe eines Sommers
- Bester ausländischer Film: Krieg und Frieden von Sergei Bondartschuk

### National Board of Review
- Bester Film: In den Schuhen des Fischers von Michael Anderson
- Beste Regie: Franco Zeffirelli für Romeo und Julia
- Bester Hauptdarsteller: Cliff Robertson in Charly
- Beste Hauptdarstellerin: Liv Ullmann in Schande und Die Stunde des Wolfs
- Bester Nebendarsteller: Leo McKern in In den Schuhen des Fischers
- Beste Nebendarstellerin: Virginia Maskell in Zwischenspiel
- Bester fremdsprachiger Film: Das Ende einer großen Liebe von Bo Widerberg

### Laurel Award
- Bestes Action-Drama: Bonnie und Clyde von Arthur Penn
  - Beste Action-Darstellung: Lee Marvin in Das dreckige Dutzend
- Bestes Drama: In der Hitze der Nacht von Norman Jewison
  - Bester dramatischer Darsteller: Rod Steiger in In der Hitze der Nacht
  - Beste dramatische Darstellerin: Faye Dunaway in Bonnie und Clyde
- Beste Komödie: Ein seltsames Paar von Gene Saks
  - Bester komödiantischer Darsteller: Walter Matthau in Ein seltsames Paar
  - Beste komödiantische Darstellerin: Lucille Ball in Deine, meine, unsere
- Bester Unterhaltungsfilm: Deine, meine, unsere von Melville Shavelson

### Weitere Filmpreise und Auszeichnungen
- Astor de Oro: Bonnie und Clyde von Arthur Penn
- David di Donatello: Die Banditen von Mailand, Der Tag der Eule (Bester italienischer Film) und Rat mal, wer zum Essen kommt (Bester ausländischer Film)
- Deutscher Kritikerpreis: Hans-Jürgen Syberberg
- Directors Guild of America Award: Mike Nichols für Die Reifeprüfung, Alfred Hitchcock und Darryl F. Zanuck (jeweils Preise für ihr Lebenswerk)
- Ernst-Lubitsch-Preis: Cornelia Froboess für Rheinsberg
- Louis-Delluc-Preis: Geraubte Küsse von François Truffaut
- Nastro d’Argento: Zwei Särge auf Bestellung von Elio Petri und Blow Up von Michelangelo Antonioni
- National Society of Film Critics Award: Persona von Ingmar Bergman
- Photoplay Award: Rosemaries Baby von Roman Polański (Bester Film), Steve McQueen (populärster männlicher Star), Debbie Reynolds (populärster weiblicher Star)
- Preis der deutschen Filmkritik: Warum ist Frau B. glücklich? von Erika Runge
- Festival Internacional de Cine de Donostia-San Sebastián: Tödlicher Tag von Peter Collinson (Goldene Muschel)
- Writers Guild of America Award: Bonnie und Clyde (Bestes Originaldrehbuch und Bestes Drama), Modern Millie – Reicher Mann gesucht (Bestes Musical), Die Reifeprüfung (Beste Komödie), Casey Robinson (Lebenswerk)

## Geburtstage

### Januar bis März
Januar

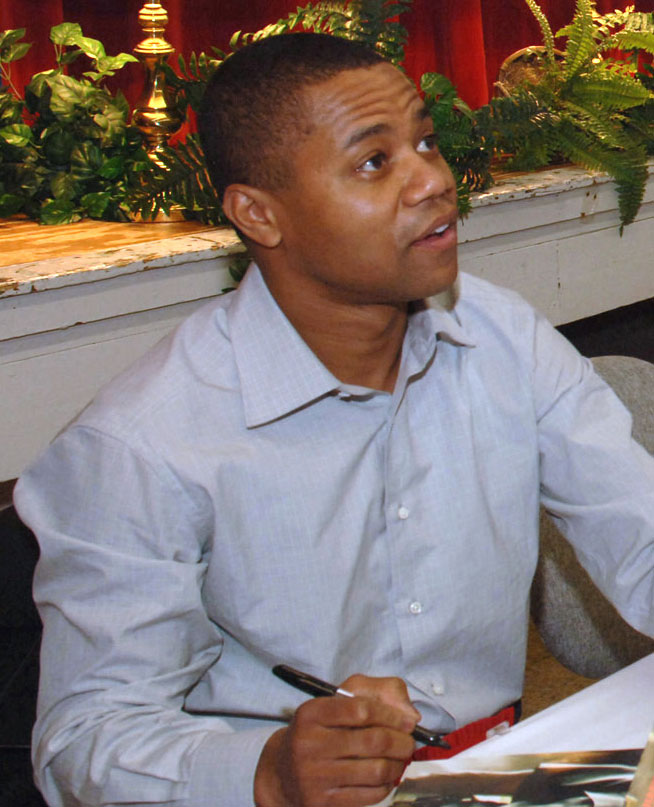
Cuba Gooding Jr. (* 2. Januar)

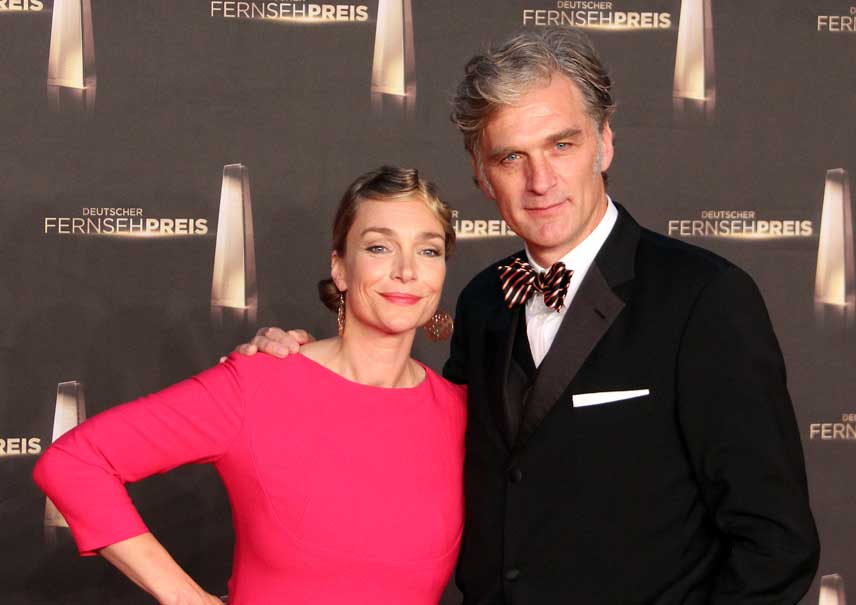
Aglaia Szyszkowitz (* 11. Januar)

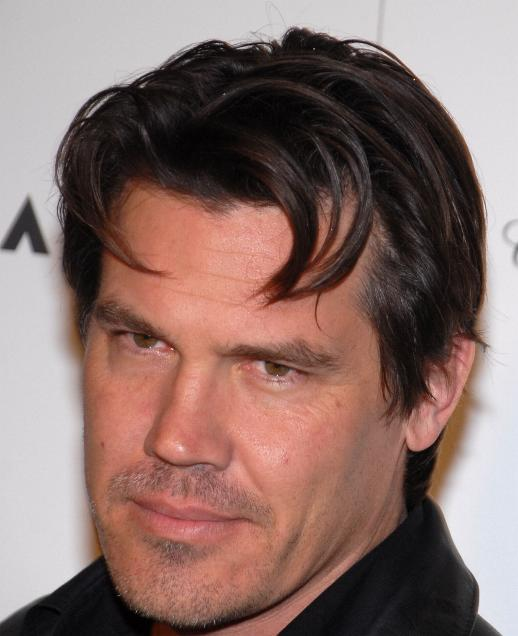
Josh Brolin (* 12. Februar)

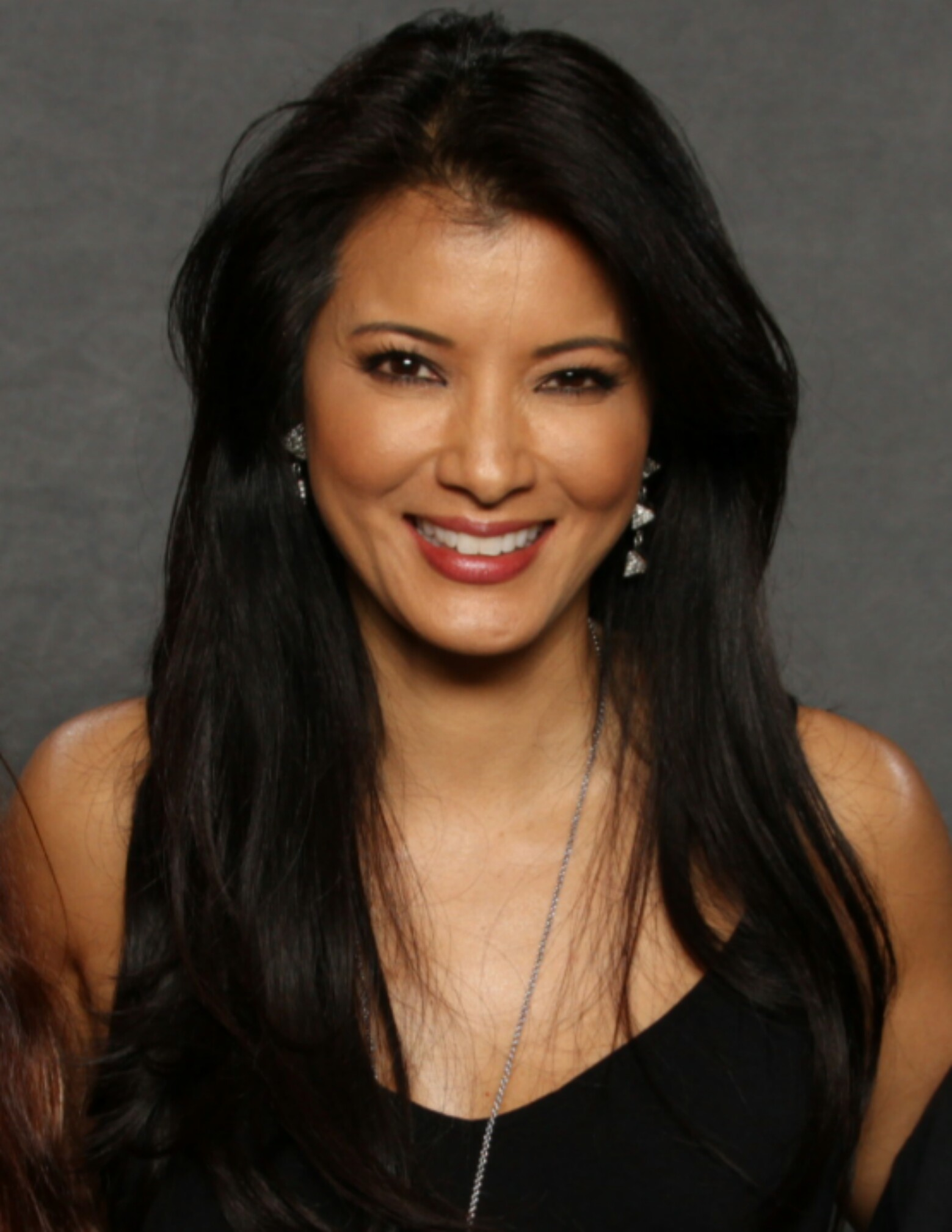
Kelly Hu (* 13. Februar)

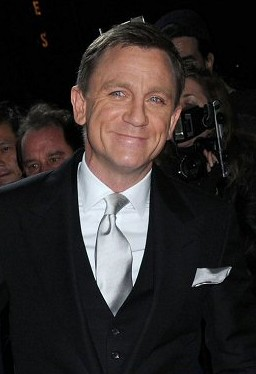
Daniel Craig (* 2. März)

- 01. Januar: Michael Deffert, deutscher Schauspieler und Synchronsprecher († 2021)
- 02. Januar: Cuba Gooding Jr., US-amerikanischer Schauspieler
- 03. Januar: Gregor Bloéb, österreichischer Schauspieler
- 06. Januar: John Singleton, US-amerikanischer Regisseur und Produzent († 2019)
- 09. Januar: Joey Lauren Adams, US-amerikanische Schauspielerin
- 11. Januar: Aglaia Szyszkowitz, österreichische Schauspielerin
- 12. Januar: Rachael Harris, US-amerikanische Schauspielerin
- 17. Januar: Mathilde Seigner, französische Schauspielerin
- 21. Januar: Charlotte Ross, US-amerikanische Schauspielerin
- 26. Januar: Masumi Miyazaki, japanische Schauspielerin und ein Fotomodell
- 29. Januar: Edward Burns, US-amerikanischer Schauspieler
- 29. Januar: Bobbie Phillips, US-amerikanische Schauspielerin
- 31. Januar: Michael Dangl, österreichischer Schauspieler

Februar
- 01. Februar: Pauly Shore, US-amerikanischer Schauspieler
- 12. Februar: Josh Brolin, US-amerikanischer Schauspieler
- 13. Februar: Kelly Hu, US-amerikanische Schauspielerin
- 18. Februar: Molly Ringwald, US-amerikanische Schauspielerin
- 22. Februar: Jeri Ryan, US-amerikanische Schauspielerin
- 25. Februar: Sandrine Kiberlain, französische Schauspielerin
- 26. Februar: Ed Quinn, US-amerikanischer Schauspieler
- 26. Februar: Carina Wiese, deutsche Schauspielerin

März
- 02. März: Daniel Craig, britischer Schauspieler und James-Bond-Darsteller
- 04. März: Patsy Kensit, US-amerikanische Schauspielerin
- 04. März: Johan Nijenhuis, niederländischer Filmproduzent und Drehbuchautor
- 06. März: Moira Kelly, US-amerikanische Schauspielerin
- 12. März: Aaron Eckhart, US-amerikanischer Schauspieler
- 14. März: James Frain, britischer Schauspieler
- 17. März: Mathew St. Patrick, US-amerikanischer Schauspieler
- 21. März: Jaye Davidson, US-amerikanischer Schauspieler
- 21. März: Karyn Kusama, US-amerikanische Regisseurin
- 23. März: Pierre Palmade, französischer Schauspieler
- 28. März: Max Perlich, US-amerikanischer Schauspieler
- 29. März: Lucy Lawless, neuseeländische Schauspielerin

### April bis Juni
April

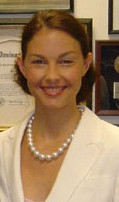
Ashley Judd (* 19. April)

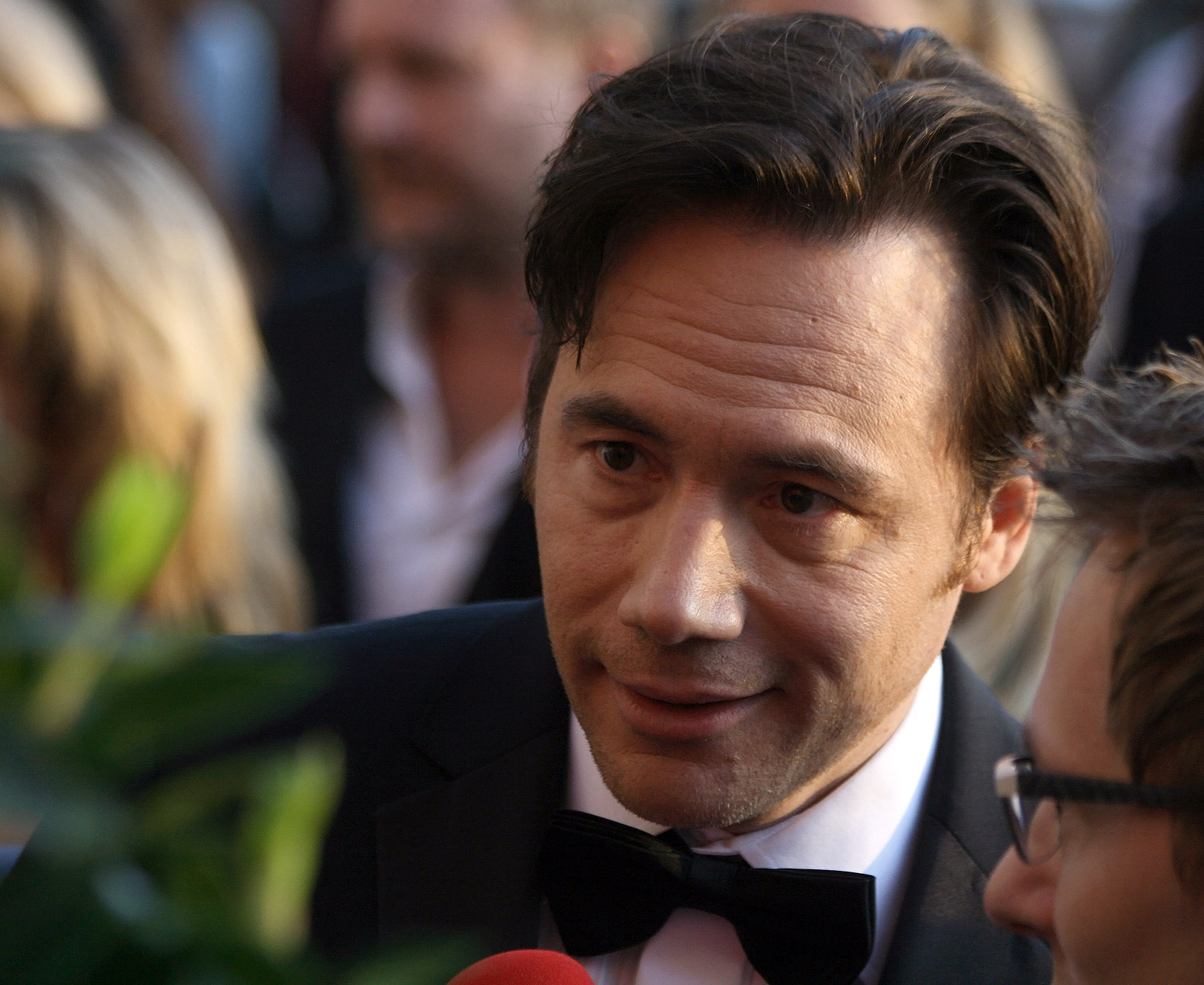
Michael Herbig (* 29. April)

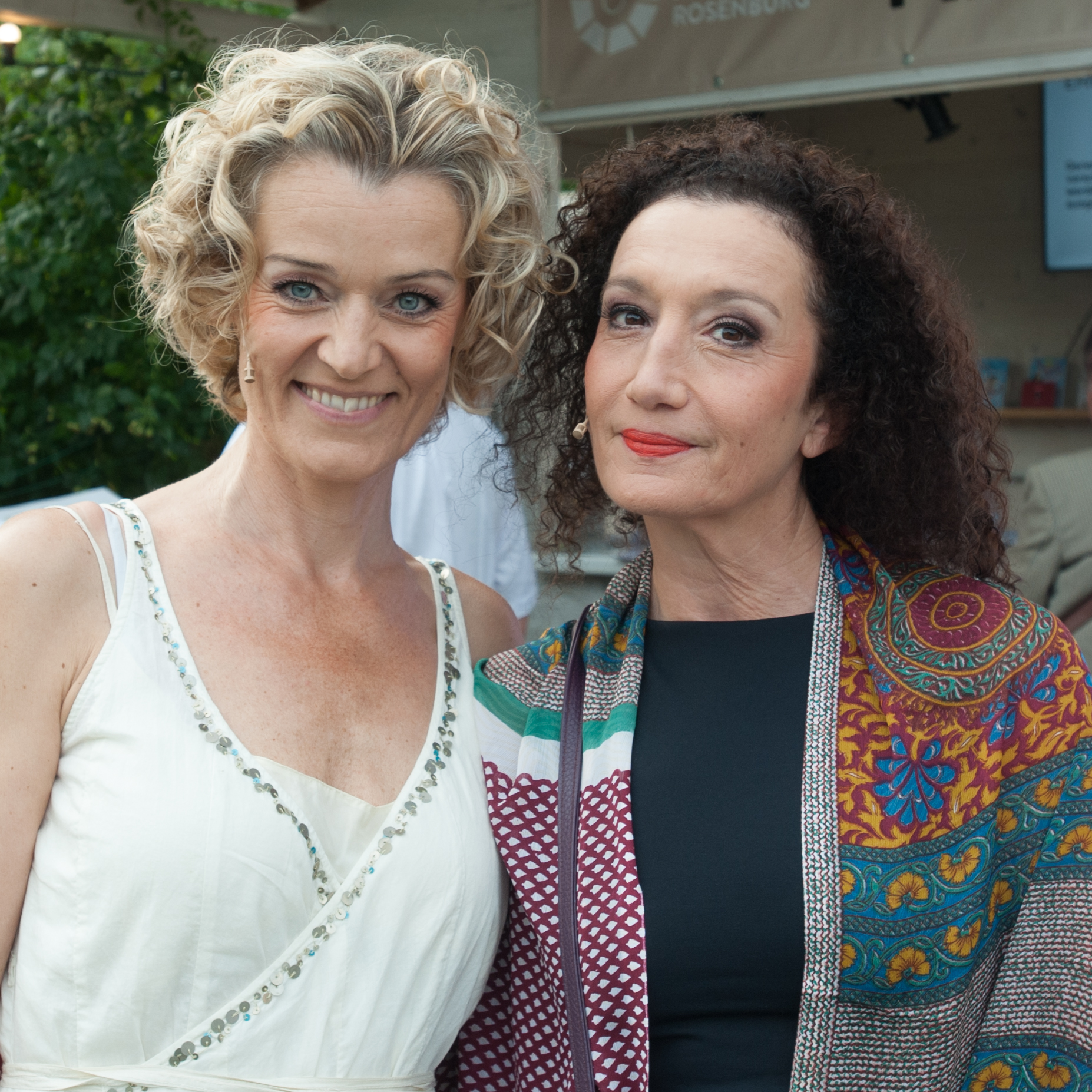
Hemma Clementi (* 30. Mai)

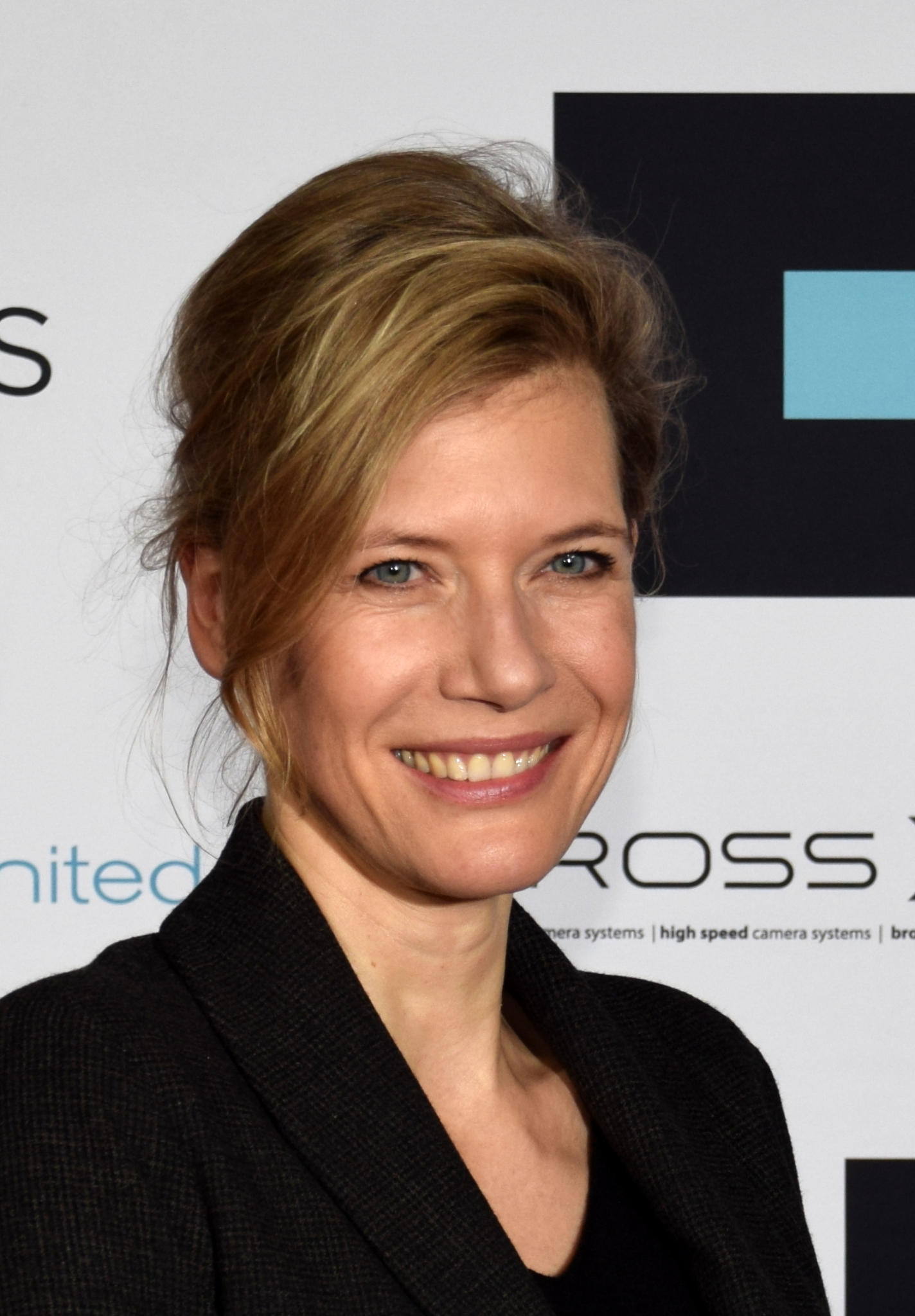
Ina Weisse (* 12. Juni)

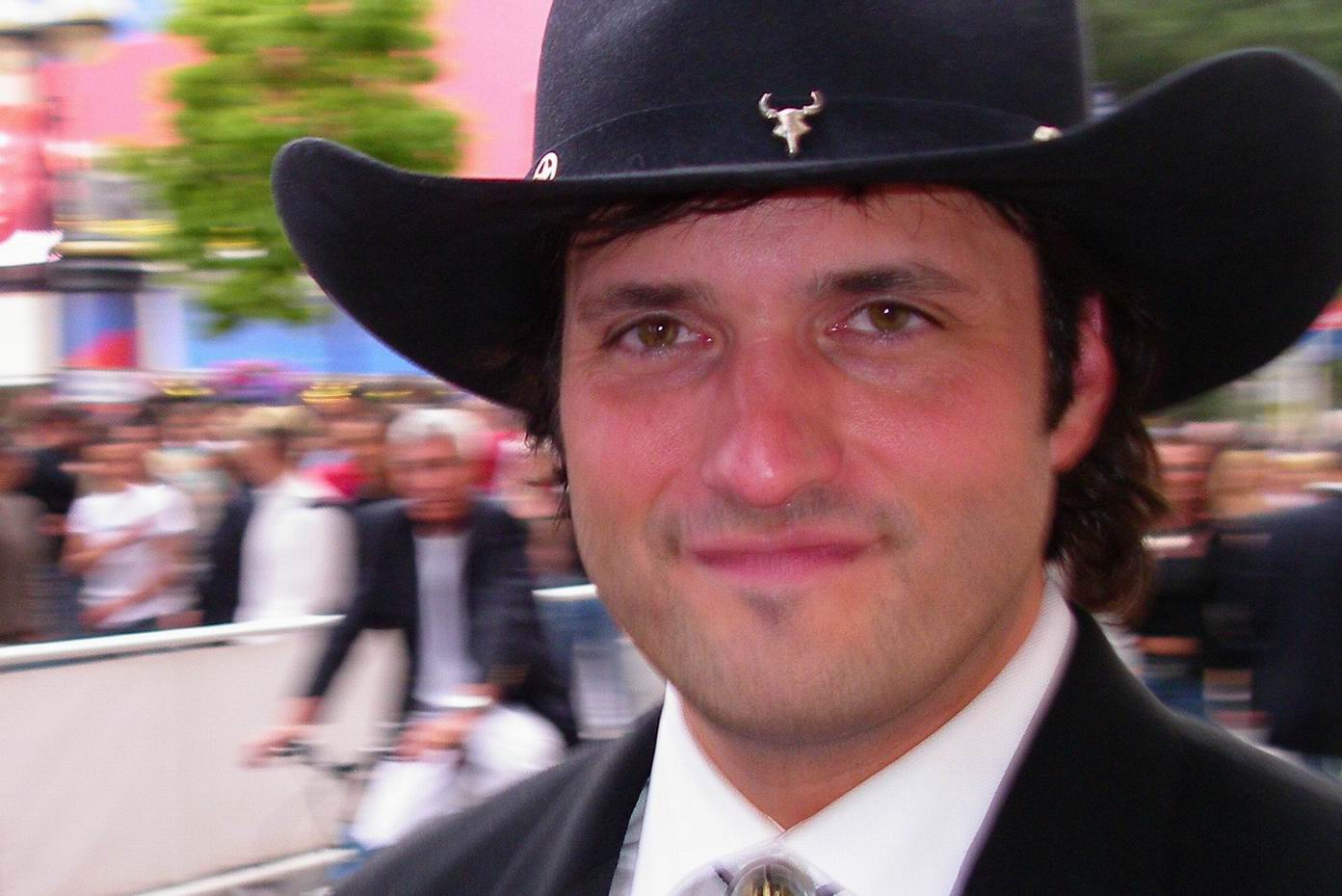
Robert Rodriguez (* 20. Juni)

- 03. April: Philippe Rombi, französischer Komponist
- 06. April: Oliver Korittke, deutscher Schauspieler
- 07. April: Jennifer Lynch, US-amerikanische Regisseurin
- 08. April: Patricia Arquette, US-amerikanische Schauspielerin
- 10. April: Orlando Jones, US-amerikanischer Schauspieler
- 12. April: Alicia Coppola, US-amerikanische Schauspielerin
- 12. April: Tracy Vilar, US-amerikanische Schauspielerin
- 13. April: Jeanne Balibar, französische Schauspielerin
- 13. April: Andrew Pleavin, britischer Schauspieler
- 14. April: Anthony Michael Hall, US-amerikanischer Schauspieler
- 18. April: David Hewlett, kanadischer Schauspieler
- 19. April: Ashley Judd, US-amerikanische Schauspielerin
- 21. April: Leslie Silva, US-amerikanische Schauspielerin
- 24. April: Stacy Haiduk, US-amerikanische Schauspielerin
- 27. April: Cristian Mungiu, rumänischer Regisseur und Drehbuchautor
- 29. April: Michael Herbig, deutscher Schauspieler und Regisseur
- 29. April: Michael Niavarani, österreichischer Schauspieler
- 29. April: Jürgen Vogel, deutscher Schauspieler

Mai
- 01. Mai: Sol Kyung-gu, südkoreanischer Schauspieler
- 01. Mai: Luke Scott, britischer Regisseur
- 06. Mai: Nicole Marischka, deutsche Schauspielerin und Sängerin
- 10. Mai: Erik Palladino, US-amerikanischer Schauspieler
- 11. Mai: Jeffrey Donovan, US-amerikanischer Schauspieler
- 20. Mai: Timothy Olyphant, US-amerikanischer Schauspieler
- 23. Mai: John Ortiz, US-amerikanischer Schauspieler
- 23. Mai: Guinevere Turner, US-amerikanische Schauspielerin
- 25. Mai: Joseph D. Reitman, US-amerikanischer Schauspieler
- 26. Mai: Fernando León de Aranoa, spanischer Regisseur
- 28. Mai: Paula Markovitch, mexikanisch-argentinische Drehbuchautorin und Regisseurin
- 30. Mai: Hemma Clementi, österreichische Schauspielerin

Juni
- 04. Juni: Sean Gullette, US-amerikanischer Drehbuchautor
- 04. Juni: Scott Wolf, US-amerikanischer Schauspieler
- 06. Juni: Tini Kainrath, österreichische Schauspielerin
- 12. Juni: Ina Weisse, deutsche Schauspielerin
- 14. Juni: Stefano Gigli, US-amerikanischer Schauspieler
- 14. Juni: Faizon Love, US-amerikanischer Schauspieler
- 20. Juni: Robert Rodriguez, US-amerikanischer Regisseur
- 27. Juni: Pascale Bussières, kanadische Schauspielerin
- 29. Juni: Judith Hoag, US-amerikanische Schauspielerin

### Juli bis September
Juli

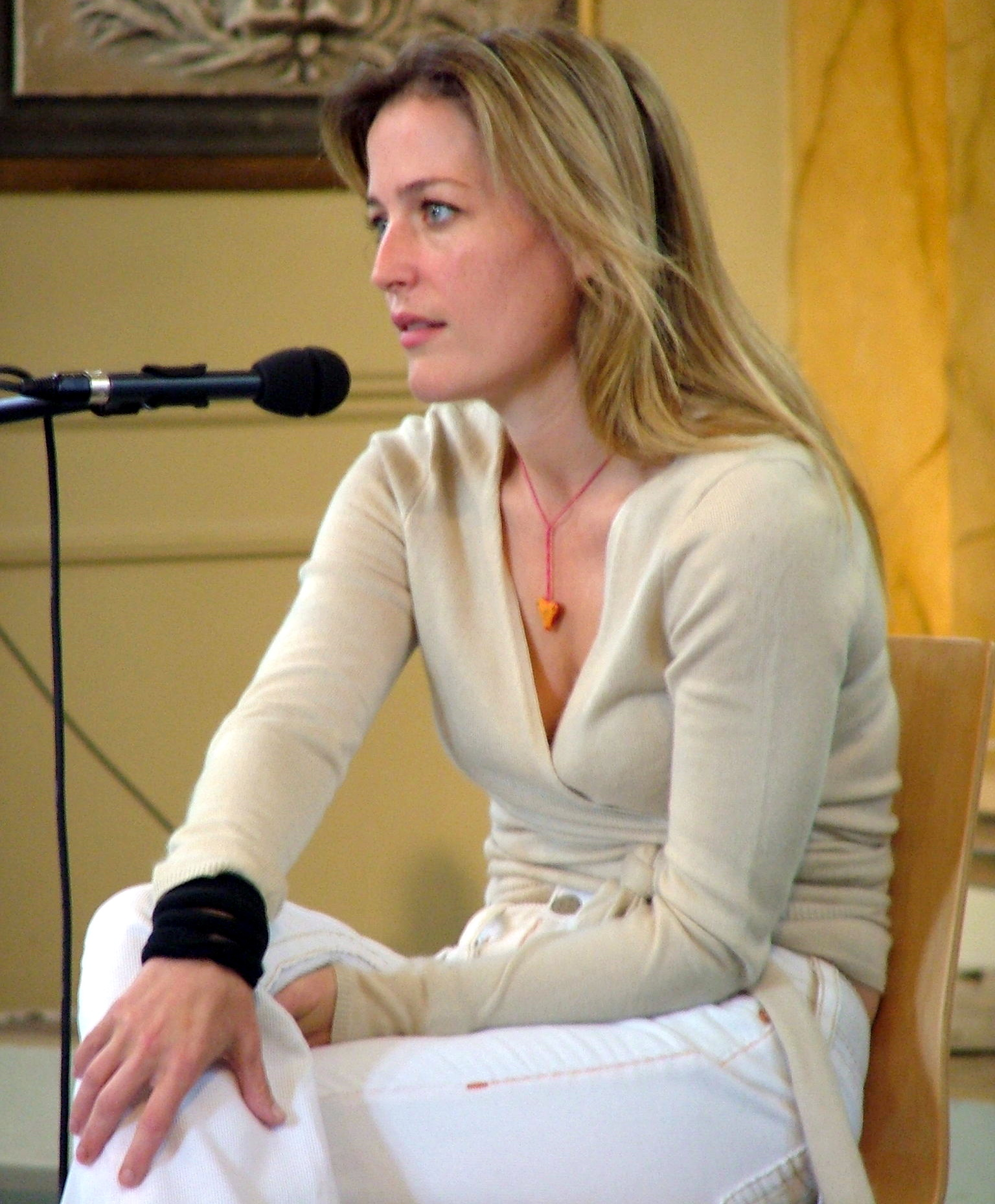
Gillian Anderson (* 9. August)

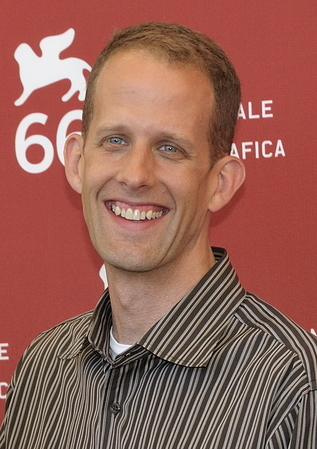
Pete Docter (* 10. August)

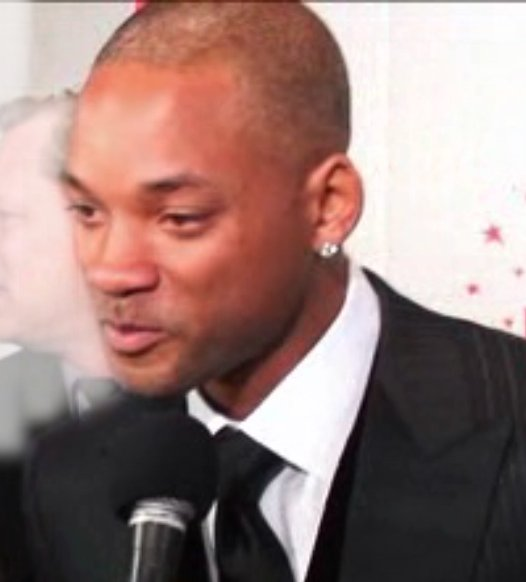
Will Smith (* 25. September)

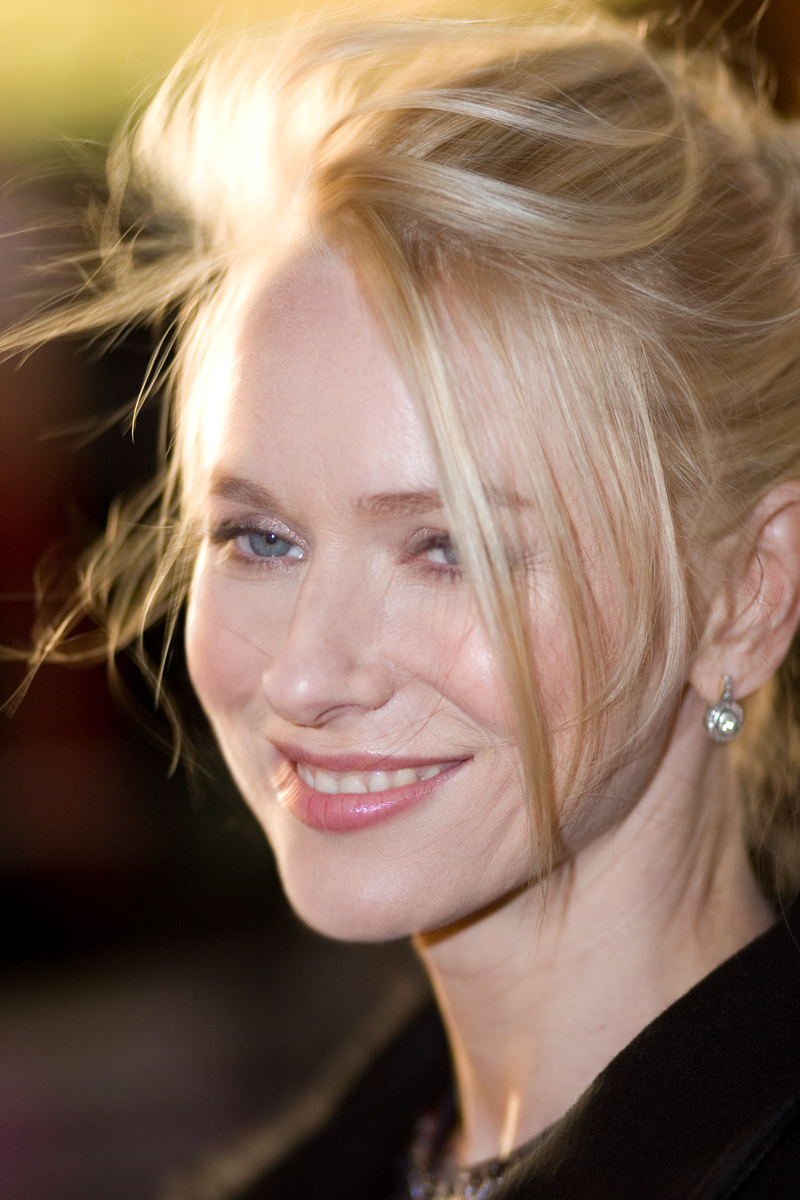
Naomi Watts (* 28. September)

- 01. Juli: Adnan Maral, deutsch-türkischer Schauspieler
- 01. Juli: Jordi Mollà, spanischer Schauspieler
- 05. Juli: Jillian Armenante, US-amerikanische Schauspielerin
- 05. Juli: Michael Stuhlbarg, US-amerikanischer Schauspieler
- 07. Juli: Amy Carlson, US-amerikanische Schauspielerin
- 07. Juli: Jorja Fox, US-amerikanische Schauspielerin
- 07. Juli: Allen Payne, US-amerikanischer Schauspieler
- 08. Juli: Billy Crudup, US-amerikanischer Schauspieler
- 08. Juli: Michael Weatherly, US-amerikanischer Schauspieler
- 13. Juli: Robert Gant, US-amerikanischer Schauspieler
- 15. Juli: Eddie Griffin, US-amerikanischer Schauspieler
- 15. Juli: Stan Kirsch, US-amerikanischer Schauspieler († 2020)
- 17. Juli: Bitty Schram, US-amerikanische Schauspielerin
- 17. Juli: John Ventimiglia, US-amerikanischer Schauspieler
- 22. Juli: Rhys Ifans, britischer Schauspieler
- 22. Juli: Giuseppe Battiston, italienischer Schauspieler
- 24. Juli: Kristin Chenoweth, US-amerikanische Schauspielerin
- 24. Juli: Laura Leighton, US-amerikanische Schauspielerin
- 25. Juli: Nanouk Leopold, niederländische Regisseurin und Drehbuchautorin
- 26. Juli: Olivia Williams, britische Schauspielerin
- 27. Juli: Maria Grazia Cucinotta, italienische Schauspielerin
- 27. Juli: Cliff Curtis, neuseeländischer Schauspieler
- 27. Juli: Julian McMahon, australisch-US-amerikanischer Schauspieler († 2025)
- 30. Juli: Sofie Gråbøl, dänische Schauspielerin
- 30. Juli: Terry Crews, US-amerikanischer Schauspieler

August
- 01. August: Eric Warren Singer, US-amerikanischer Drehbuchautor und Filmproduzent
- 03. August: Isao Yukisada, japanischer Regisseur
- 04. August: Daniel Dae Kim, US-amerikanischer Schauspieler
- 06. August: Lisa Boyle, US-amerikanische Schauspielerin
- 07. August: Francesca Gregorini, italienisch-US-amerikanische Regisseurin und Drehbuchautorin
- 09. August: Gillian Anderson, US-amerikanische Schauspielerin
- 09. August: Eric Bana, australischer Schauspieler
- 10. August: Pete Docter, US-amerikanischer Regisseur und Drehbuchautor
- 11. August: Anna Gunn, US-amerikanische Schauspielerin und Synchronsprecherin
- 11. August: Sophie Okonedo, britische Schauspielerin
- 13. August: Joshua Marston, US-amerikanischer Regisseur und Drehbuchautor
- 14. August: Catherine Bell, US-amerikanische Schauspielerin
- 14. August: Adrian Lester, britischer Schauspieler
- 14. August: David McKenna, US-amerikanischer Drehbuchautor
- 15. August: Jeremy Peter Allen, kanadischer Regisseur
- 15. August: Debra Messing, US-amerikanische Schauspielerin
- 17. August: Helen McCrory, britische Schauspielerin († 2021)
- 18. August: Katrin Fröhlich, deutsche Schauspielerin und Synchronsprecherin
- 20. August: Guy Hendrix Dyas, britischer Szenenbildner
- 26. August: Marc Rothemund, deutscher Regisseur
- 31. August: Joseph Cedar, israelischer Regisseur

September
- 02. September: Kristen Cloke, US-amerikanische Schauspielerin
- 02. September: Cynthia Watros, US-amerikanische Schauspielerin
- 04. September: Phill Lewis, US-amerikanischer Schauspieler
- 10. September: Guy Ritchie, britischer Regisseur
- 15. September: Danny Nucci, US-amerikanischer Schauspieler
- 21. September: Ricki Lake, US-amerikanische Schauspielerin
- 25. September: Will Smith, US-amerikanischer Schauspieler
- 26. September: James Caviezel, US-amerikanischer Schauspieler
- 28. September: Carré Otis, US-amerikanische Schauspielerin
- 28. September: Naomi Watts, australische Schauspielerin

### Oktober bis Dezember
Oktober

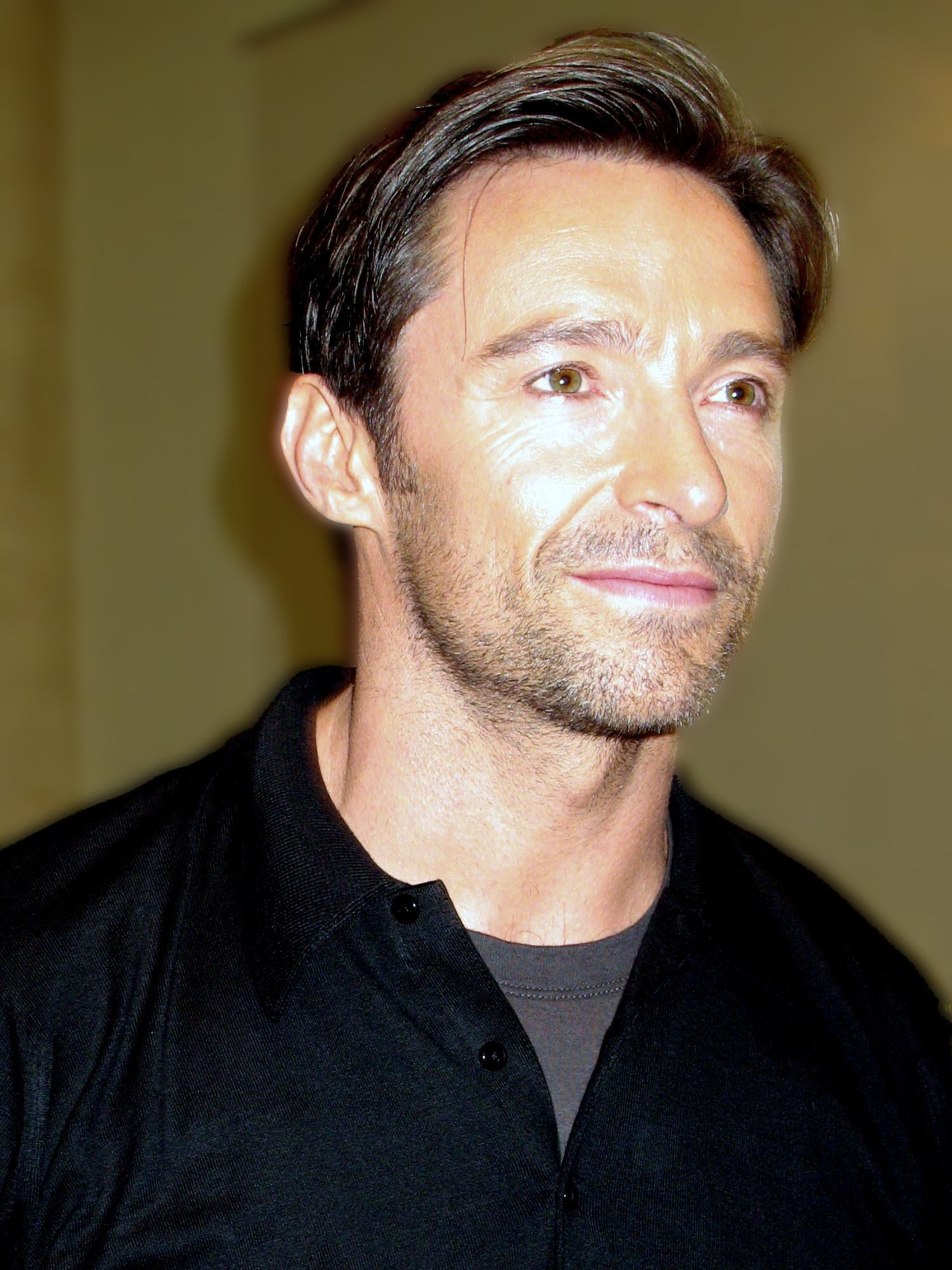
Hugh Jackman (* 12. Oktober)

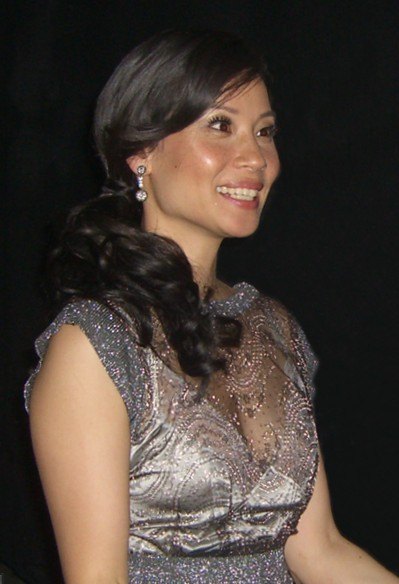
Lucy Liu (* 2. Dezember)

- 02. Oktober: Joey Slotnick, US-amerikanischer Schauspieler
- 03. Oktober: Nicki von Tempelhoff, deutscher Schauspieler
- 08. Oktober: Emily Procter, US-amerikanische Schauspielerin
- 09. Oktober: James Dreyfus, britischer Schauspieler
- 11. Oktober: Jane Krakowski, US-amerikanische Schauspielerin
- 12. Oktober: Hugh Jackman, australischer Schauspieler
- 12. Oktober: Sophie von Kessel, deutsche Schauspielerin
- 13. Oktober: Tisha Campbell, US-amerikanische Schauspielerin
- 16. Oktober: Elsa Zylberstein, französische Schauspielerin
- 21. Oktober: Melora Walters, US-amerikanische Schauspielerin

November
- 02. November: Jaume Balagueró, spanischer Regisseur und Drehbuchautor
- 03. November: Debbie Rochon, kanadische Schauspielerin
- 05. November: Aitana Sánchez-Gijón, spanische Schauspielerin
- 06. November: Kelly Rutherford, US-amerikanische Schauspielerin
- 08. November: Parker Posey, US-amerikanische Schauspielerin
- 09. November: Erol Sander, deutsch-türkischer Schauspieler
- 11. November: Robert Palfrader, österreichischer Schauspieler
- 13. November: Achim von Borries, deutscher Drehbuchautor und Regisseur
- 18. November: Romany Malco, US-amerikanischer Schauspieler
- 18. November: Arzu Ermen, deutsche Schauspielerin
- 29. November: Dany Garcia, US-amerikanische Filmproduzentin
- 29. November: Charlotte Valandrey, französische Schauspielerin und Autorin († 2022)

Dezember
- 02. Dezember: Lucy Liu, US-amerikanische Schauspielerin
- 02. Dezember: Rena Sofer, US-amerikanische Schauspielerin
- 03. Dezember: Brendan Fraser, US-amerikanischer Schauspieler
- 05. Dezember: Margaret Cho, US-amerikanische Schauspielerin
- 05. Dezember: Lisa Marie, US-amerikanische Schauspielerin
- 06. Dezember: Olaf Lubaszenko, polnischer Schauspieler
- 06. Dezember: Oliver Masucci, deutscher Schauspieler
- 12. Dezember: Khrystyne Haje, US-amerikanische Schauspielerin
- 12. Dezember: Rory Kennedy, US-amerikanische Dokumentarfilmerin
- 18. Dezember: Rachel Griffiths, australische Schauspielerin
- 18. Dezember: Casper Van Dien, US-amerikanischer Schauspieler
- 20. Dezember: Eduardo Sánchez, US-amerikanischer Regisseur und Drehbuchautor
- 20. Dezember: Hans-Jochen Wagner, deutscher Schauspieler
- 22. Dezember: Dina Meyer, US-amerikanische Schauspielerin
- 26. Dezember: Tricia Leigh Fisher, US-amerikanische Schauspielerin
- 30. Dezember: Meredith Monroe, US-amerikanische Schauspielerin

### Tag unbekannt
- Charlie Huston, US-amerikanischer Drehbuchautor
- Luc Pagès, französischer Regisseur, Kameramann und Drehbuchautor
- Robert Schwentke, deutscher Regisseur und Drehbuchautor
- Thomas Woschitz, österreichischer Regisseur, Drehbuchautor und Filmeditor

## Verstorbene

### Januar bis März
Januar

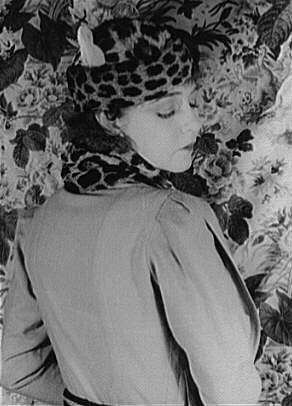
Dorothy Gish (1898–1968)

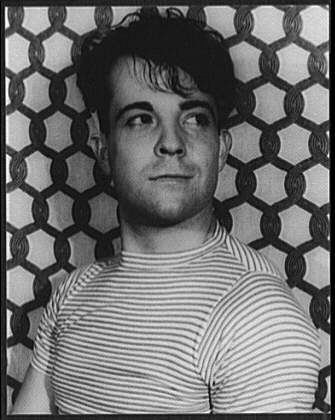
Ramón Novarro (1899–1968)

- 04. Januar: Jean Murat, französischer Schauspieler (* 1888)
- 07. Januar: Hugo Butler, kanadischer Drehbuchautor (* 1914)
- 10. Januar: Basil Sydney, britischer Schauspieler (* 1894)

Februar
- 07. Februar: Nick Adams, US-amerikanischer Schauspieler (* 1931)
- 09. Februar: Barbara Everest, britische Schauspielerin (* 1890)
- 12. Februar: Mae Marsh, US-amerikanische Schauspielerin (* 1895)
- 13. Februar: Gertrude Hoffman, deutsch-amerikanische Schauspielerin (* 1871)
- 17. Februar: Donald Wolfit, britischer Schauspieler (* 1902)
- 18. Februar: Hamilton Luske, US-amerikanischer Zeichentrickfilmregisseur (* 1903)
- 20. Februar: Anthony Asquith, britischer Regisseur (* 1902)
- 26. Februar: Earl St. John, US-amerikanischer Produzent (* 1892)

März
- 07. März: Werner Lieven, deutscher Schauspieler (* 1909)
- 11. März: Sepp Allgeier, deutscher Kameramann (* 1895)
- 17. März: Harry d’Abbadie d’Arrast, US-amerikanischer Regisseur (* 1897)
- 19. März: Else Ehser, deutsche Schauspielerin (* 1894)
- 20. März: Carl Theodor Dreyer, dänischer Regisseur (* 1889)
- 21. März: Erwin Linder, deutscher Schauspieler (* 1903)
- 24. März: Alice Guy-Blaché, französische Filmpionierin und erste Regisseurin der Filmgeschichte (* 1873)
- 30. März: Bobby Driscoll, US-amerikanischer Schauspieler (* 1937)

### April bis Juni
April
- 04. April: Paul Girard Smith, US-amerikanischer Drehbuchautor (* 1894)
- 16. April: Fay Bainter, US-amerikanische Schauspielerin (* 1893)
- 16. April: Domenico Gambino, italienischer Schauspieler und Regisseur (* 1890)
- 16. April: Mano Ziffer-Teschenbruck, österreichischer Regisseur (* 1888)
- 20. April: Curt Courant, US-amerikanischer Kameramann (* 1899)

Mai
- 05. Mai: Albert Dekker, US-amerikanischer Schauspieler (* 1905)
- 09. Mai: Finlay Currie, britischer Schauspieler (* 1878)
- 09. Mai: Albert Lewin, US-amerikanischer Regisseur (* 1894)
- 09. Mai: Marion Lorne, US-amerikanische Schauspielerin (* 1883)
- 10. Mai: Scotty Beckett, US-amerikanischer Schauspieler (* 1929)
- 10. Mai: Philippa Bevans, britische Schauspielerin (* 1913)
- 13. Mai: Robert Burks, US-amerikanischer Kameramann (* 1909)
- 20. Mai: Charlotte Hagenbruch, deutsche Schauspielerin und Drehbuchautorin (* 1896)
- 21. Mai: Doris Lloyd, britische Schauspielerin (* 1896)
- 26. Mai: Joseph MacDonald, US-amerikanischer Kameramann (* 1906)

Juni
- 04. Juni: Dorothy Gish, US-amerikanische Schauspielerin (* 1898)
- 07. Juni: Dan Duryea, US-amerikanischer Schauspieler (* 1907)
- 20. Juni: Paul Heidemann, deutscher Schauspieler (* 1884)

### Juli bis September
Juli

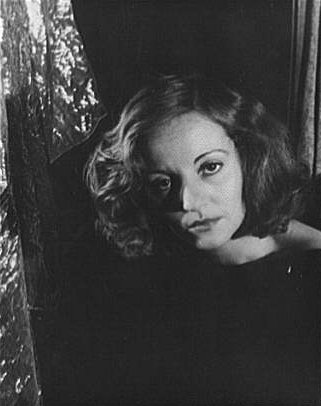
Tallulah Bankhead (1902–1968)

- 05. Juli: Mutz Greenbaum, deutscher Kameramann und Regisseur (* 1896)
- 12. Juli: Antonio Pietrangeli, italienischer Regisseur und Drehbuchautor (* 1919)
- 17. Juli: Max Strassberg, deutscher Schauspieler (* 1913)
- 19. Juli: Jack P. Pierce, US-amerikanischer Maskenbildner (* 1889)
- 22. Juli: Richard Romanowsky, österreichischer Schauspieler (* 1883)
- 25. Juli: Alexander Engel, deutscher Schauspieler (* 1902)
- 27. Juli: Lilian Harvey, britische Schauspielerin (* 1906)
- 27. Juli: Gerda Maurus, österreichische Schauspielerin (* 1903)
- 30. Juli: Alexander Hall, US-amerikanischer Regisseur (* 1894)

August
- 26. August: Kay Francis, US-amerikanische Schauspielerin (* 1905)
- 26. August: Martin Frič, tschechischer Regisseur (* 1902)
- 27. August: Robert Z. Leonard, US-amerikanischer Regisseur (* 1889)

September
- 18. September: Franchot Tone, US-amerikanischer Schauspieler (* 1905)
- 24. September: Virginia Valli, US-amerikanische Schauspielerin (* 1898)
- 25. September: Naresh Mitra, bengalischer Schauspieler und Regisseur (* 1888)
- 30. September: Werner Brandes, deutscher Kameramann (* 1889)
- 30. September: George Leonard Wallace, australischer Schauspieler und Komiker (* 1918)

### Oktober bis Dezember
Oktober
- 08. Oktober: Frank Skinner, US-amerikanischer Komponist (* 1897)
- 16. Oktober: Freddie Frinton, britischer Schauspieler (* 1909)
- 18. Oktober: Lee Tracy, US-amerikanischer Schauspieler (* 1898)
- 21. Oktober: Herbert Jarczyk, deutscher Komponist (* 1913)
- 25. Oktober: Rudolf Forster, österreichischer Schauspieler (* 1884)
- 30. Oktober: Ramón Novarro, mexikanisch-amerikanischer Schauspieler (* 1899)

November
- 03. November: Pino Belli, italienischer Dokumentarfilmer und Regisseur (* 1921)
- 08. November: Wendell Corey, US-amerikanischer Schauspieler (* 1914)
- 09. November: Mireille Balin, französische Schauspielerin (* 1909)
- 13. November: Berthold Bartosch, deutscher Animator und Regisseur (* 1893)
- 18. November: Lyda Salmonova, tschechische Schauspielerin (* 1889)
- 18. November: Walter Wanger, US-amerikanischer Produzent (* 1894)

Dezember
- 03. Dezember: Gianni Puccini, italienischer Drehbuchautor und Regisseur (* 1914)
- 04. Dezember: Ivy Close, britische Schauspielerin (* 1890)
- 04. Dezember: Archie Mayo, US-amerikanischer Regisseur (* 1891)
- 12. Dezember: Tallulah Bankhead, US-amerikanische Schauspielerin (* 1902)
- 20. Dezember: John Steinbeck, US-amerikanischer Schriftsteller (* 1902)
- 25. Dezember: Franz Bi, deutscher Filmarchitekt (* 1899)
- 27. Dezember: Nugent Slaughter, US-amerikanischer Technikpionier (* 1888)